# Grano (Dakota du Nord)
La ville de Grano est située dans le comté de Renville, dans l’État du Dakota du Nord, aux États-Unis. Lors du recensement de 2010, sa population s’élevait à 7 habitants, ce qui en fait la deuxième localité incorporée la moins peuplée de l’État, ex aequo avec Bergen.

## Histoire
Grano a été fondée en 1905.

## Démographie
| 1910 | 1920 | 1930 | 1940 | 1950 | 1960 |
| ---- | ---- | ---- | ---- | ---- | ---- |
| 325  | 112  | 90   | 57   | 27   | 14   |

| 1970 | 1980 | 1990 | 2000 | 2010 | - |
| ---- | ---- | ---- | ---- | ---- | - |
| 4    | 6    | 9    | 9    | 7    | - |

## Source
- (en) Cet article est partiellement ou en totalité issu de l’article de Wikipédia en anglais intitulé « Grano, North Dakota » (voir la liste des auteurs).